# Bockwindmühle Pechau

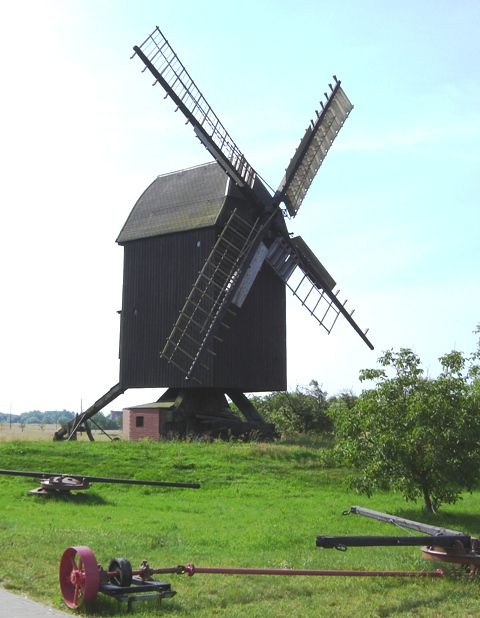
Bockwindmühle Pechau

Die Bockwindmühle Pechau ist eine Bockwindmühle im Magdeburger Stadtteil Pechau.

## Geschichte
Der Bau der Windmühle erfolgte im Jahr 1828. Ein Mühlenbesitzer Dessau schloss mit der damals selbständigen Gemeinde Pechau einen Kaufvertrag über den Mühlenbergfleck und errichtete dann die Mühle. In den 30er Jahren des 19. Jahrhunderts wurde die Mühle an den Kossaten Friedrich Fricke senior verkauft und blieb seitdem in Familienbesitz. In unmittelbarer Nähe der Mühle führte die alte Landstraße von Magdeburg nach Berlin vorbei.
Im Jahr 1896 wurde die Mühle von einem Blitz getroffen und brannte nieder. 1897/1898 erfolgte der Wiederaufbau durch den Müller Friedrich Fricke junior. Dessen Sohn Wilhelm Fricke übernahm die Mühle 1911. Wilhelm Fricke erinnerte sich später, dass er während seiner Lehrzeit von der Mühlenplattform aus in der Umgebung 21 weitere Windmühlen sehen konnte, bereits 1928 war die Pechauer Mühle die letzte davon verbliebene Anlage.
Am 24. Dezember 1924 wurden die vier Mühlenflügel von einem Sturm abgerissen und bis zu 75 Meter zum Wohnhaus des Müllers geweht.
1952, die Mühle hatte den Ersten und Zweiten Weltkrieg ohne nennenswerte Schäden überstanden, wurde der Betrieb an die Tochter Ruth Hesse, geborene Fricke übergeben. Der zunehmende Reparaturbedarf führte jedoch bereits 1954 zur Stilllegung der Windmühle. 1960 wurden die Flügel zur Vermeidung von Unfällen abgebaut. Die Mühlenanlage verfiel. 1990 zerstörte ein Sturm das jedoch ohnehin bereits defekte Dach.
Mit Mitteln aus dem Dorferneuerungsprogramm wurde die Mühle ab 1992 wieder instand gesetzt und von Irma Wuttke, geborene Hesse übernommen. 1994 war die Sanierung im Wesentlichen abgeschlossen und die Mühle wieder funktionstüchtig.

## Architektur
Für das tragende Gerüst der etwa 40 Tonnen schweren Mühle kam fast vollständig Eichenholz zur Anwendung. Einige der Balken sind mit geschnitzten Zierkanten versehen. Im Originalzustand sind ohne Verglasung erstellten kleinen runden Fensteröffnungen. Zur Ermöglichung günstiger Zapfenverbindungen wurden die Eckverstrebungen ausnahmslos mit Krümmlingen erstellt. Die Flügelspannweite beträgt 18,40 Meter, das Gewicht der Flügelpaare 1250 kg.
Auf dem Gelände befindet sich auch eine in den 30er Jahren des 19. Jahrhunderts errichtete Fachwerkscheune, die 2002 hierher umgesetzt wurde. Dort werden alte landwirtschaftliche Geräte gezeigt.
Nach der Mühle trägt die anliegende Straße die Bezeichnung Zur Mühle.